# Colors TV
Colors TV es una cadena de televisión hindú de entretenimiento general propiedad de Viacom 18. Su programación consiste de novelas domésticas, comedias, programas de telerrealidad enfocados en la juventud, programas sobre crimen y películas para televisión.

## Historia
El canal fue lanzado por Viacom18 el 21 de julio de 2008 con Rajesh Kamat siendo su director ejecutivo.
En menos de un año, ciertas series del canal como Balika Vadhu, Uttaran, Bigg Boss 2 and Fear Factor: Khatron Ke Khiladi hicieron que Colors TV se volviese el canal más visto de la India, quedando en el primer lugar de los rankings semanales de televisión, superando a StarPlus, canal que fue líder de audiencia por 10 años.

### Señal HD
Colors TV posee su propia señal en alta definición, Colors HD, la cual fue lanzada el 24 de octubre en 2011 en varias operadoras de televisión por suscripción en India y Nepal.

## Internacional
Colors TV posee presencia fuera de la India. En Estados Unidos y Canadá, la cadena lanzó el canal Aapka Colors el 21 de enero de 2010. Su programación consiste de series y comedias hindúes subtituladas al inglés. Su embajador de marca fue Amitabh Bachchan para el Reino Unido y Estados Unidos.
Colors TV además lanzó una señal del canal para el Reino Unido e Irlanda por la operadora satelital Sky el 25 de enero de 2010. Un mes antes de su lanzamiento, el 9 de diciembre de 2009, INX Media confirmó que Colors TV había adquirido el dial de la estación musical 9XM, que se encontraba en el canal 829 en la guía de programación de Sky. Además, el 5 de enero de 2010, Colors TV consolidó un acuerdo para que la futura señal británica de la cadena formase parte del paquete de canales ViewAsia en la operadora. Colors TV Reino Unido comenzó sus emisiones como un canal de señal abierta hasta el 19 de abril del mismo año, cuando fue encriptado al ser añadido al paquete ViewAsia. Además, el canal comenzó a ser distribuido en la cableoperadora Virgin Media el 1 de abril de 2011 dentro del paquete de canales Asian Mela. El 2 de septiembre de 2013, la señal británica de Colors TV fue retirado del paquete de canales ViewAsia y pasó a ser nuevamente de señal abierta en Sky, mientras que en Virgin Media pasó a formar parte del paquete básico de la operadora.